# Шапери
Шапери (фр. Chapeiry) насеље је и општина у источној Француској у региону Рона-Алпи, у департману Горња Савоја која припада префектури Анси.
По подацима из 2011. године у општини је живело 779 становника, а густина насељености је износила 135,24 становника/km². Општина се простире на површини од 5,76 km². Налази се на средњој надморској висини од 678 метара (максималној 725 m, а минималној 420 m).

## Демографија
| 1962. | 1968. | 1975. | 1982. | 1990. | 1999. | 2011. |
| ----- | ----- | ----- | ----- | ----- | ----- | ----- |
| 261   | 256   | 304   | 397   | 543   | 597   | 779   |

График промене броја становника у току последњих година